# فاصولياء شائعة

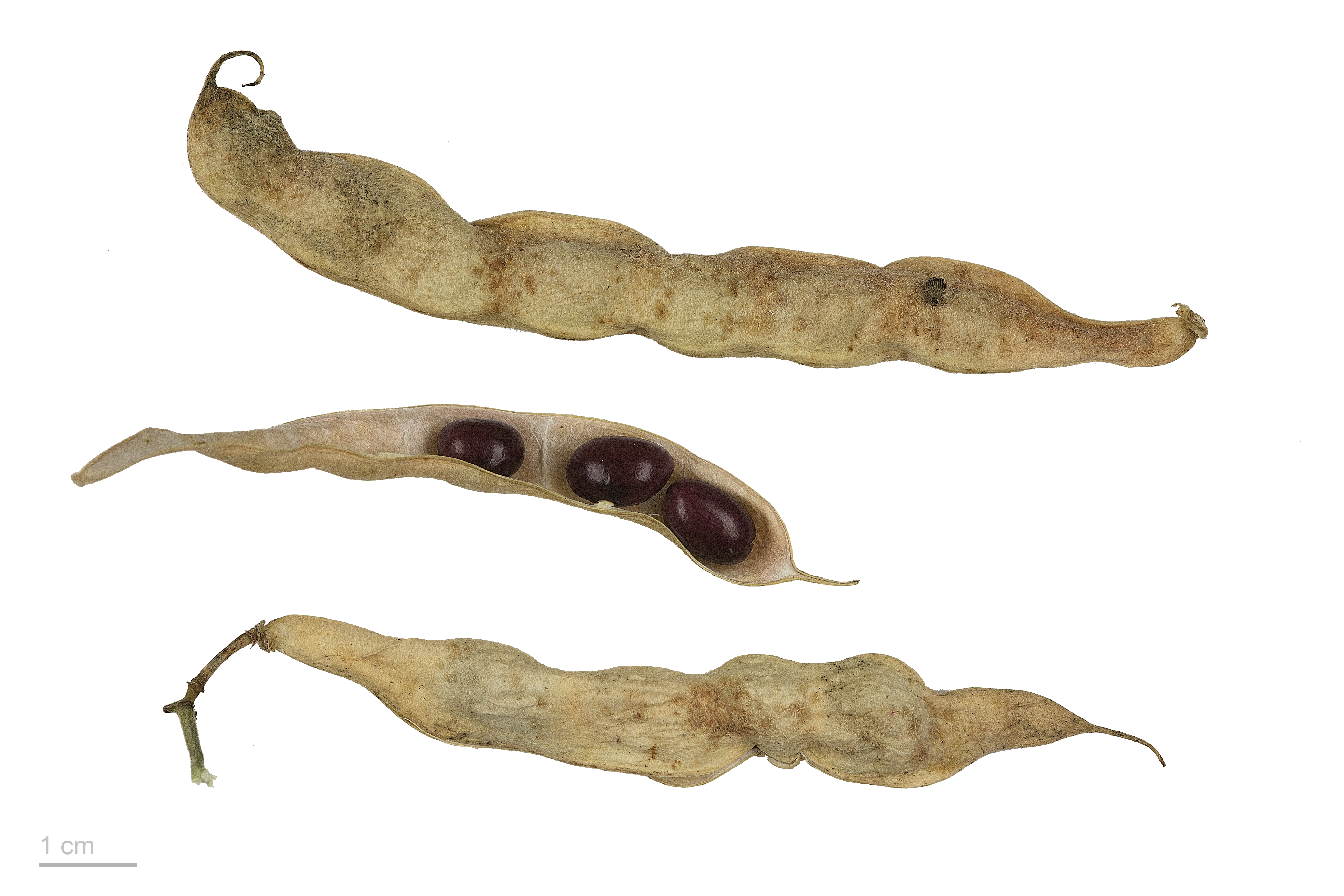
Phaseolus vulgaris”

الفاصولياء الشائعة  أو لُوبياء أو ثامر أو حُنبَل أو فَريقة أو دُجر أو فصولية أو فاصولياء نوع نباتي يتبع جنس الفاصولياء (باللاتينية: Phaseolus) من الفصيلة البقولية.

## الأهمية الغذائية والطبية
تفيد قرونه ولا سيما الخضراء الطازجة في تخفيض السكر بالدم. ومكن تناول القرون الجافة كمشروب شاي يفيد في الاستسقاء وتجمع الماء في الجسم ولا سيما بالقدمين. كما يفيد في عرق النسا والروماتيزم المزمن وتراكم حامض البوليك ويفيد في القرحة وتقرح الجلد. ومسحوق القرون لو نقع في ماء يوضع على حب الشباب أو الإكزيما فيفيدهما.

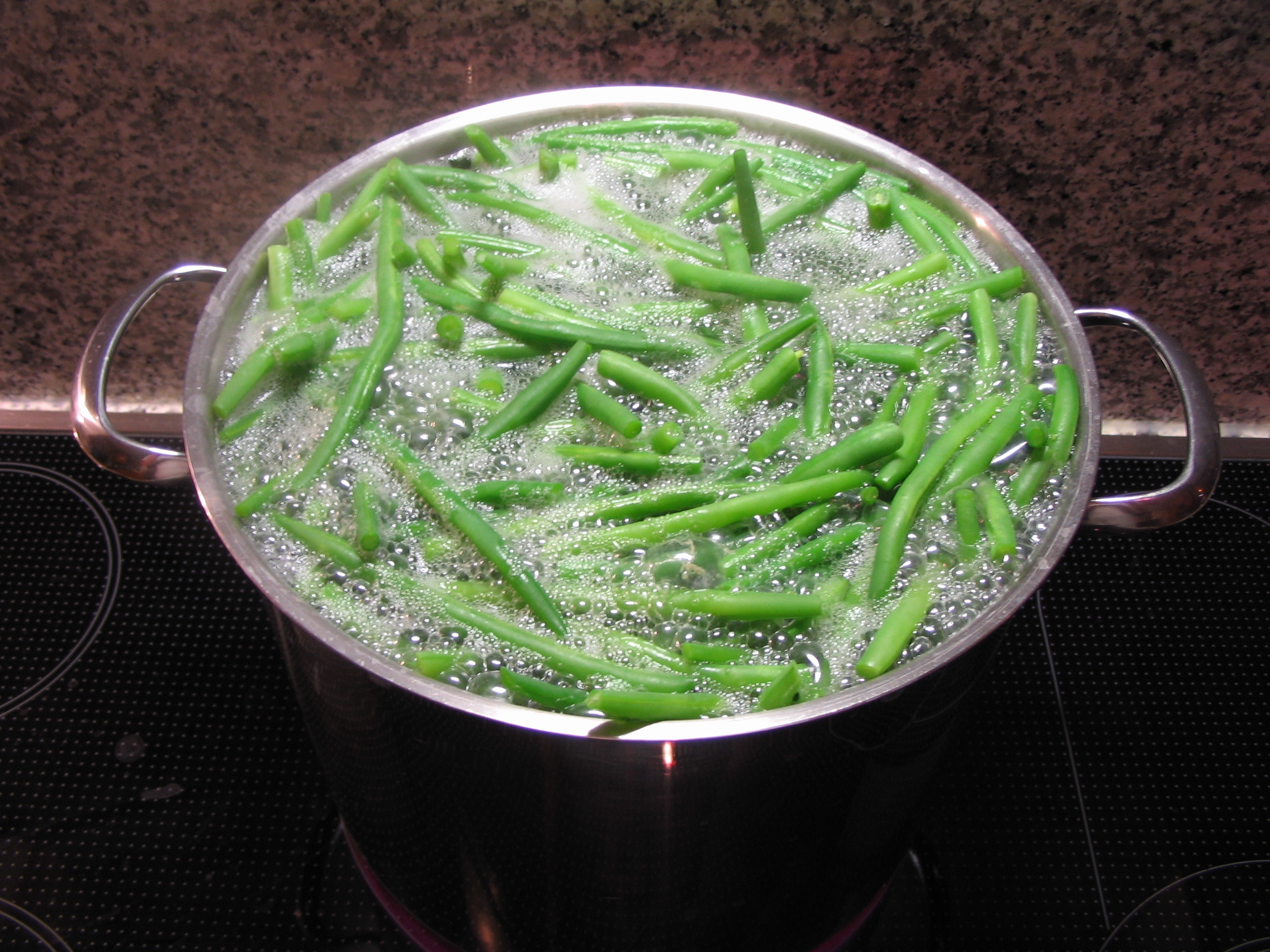
فاصولياء مطهية

## دلائل واعتبارات الجودة
اللون أخضر زاهي والقرون مستقيمة ذات مظهر طازج وغض، خالية من الإصابة الحشرية أو الفطرية، خالية من الاوراق والسوق واجزاء القرون المكسورة وبقايا الازهار، في حالة كونها طازجة لابد من كسرها بسهولة عند ثنيها

## التخزين والحفظ المنزلي
درجة الحرارة: 7-10 ْْ درجة مئوية، الرطوبة المثلي: 95–100 %مدة التخزين المفضلة: 24 ساعة,
ويفضل التهوية اثناء الحفظ نظرا لسرعة معدلات التنفس النتح النباتي المنتج لبخار الماء الذي قد ينتج عنه سرعة التلف

## الأنواع
الهندي ( طويلة ), البلدي